# 抗日戦争戦区
抗日戦争戦区（こうにちせんそうせんく）は1937年盧溝橋事件の勃発後の戦争情勢に対応するため、中華民国国民政府が中国国内を計画的に戦区に分画したものである。国民革命軍を主体として担当させたこの戦区の最初の所轄範囲は、長城以南とし、山西省、河北省、山東省、江蘇省を主とし、以後戦争の実際の状況と日本軍の占領区域を考慮して、1938年、1938年及び1944年の3次にわたり相当大規模な修正が行なわれた。この戦区の分画は主に陸軍の作戦を主とするものであった。

## 概要
戦略と兵力から1937年の戦区分画は、第3戦区での南京、上海、杭州の防衛に重心を置いたが、3か月の期間に達する第2次上海事変が発生した。1938年の戦区分画は、華中地区の第4戦区、第5戦区、第6戦区を主として「持久抗戦、武漢を強固な核心とする」というもので、戦略目的が「東の津浦を保ち、西の道清を守る」にあるとし、主要な整備編成が行なわれた。別に政治組織では、国民政府軍事委員会を戦時政府の実質的統治機構とし、国軍を統率する委員長が国民政府主席に代わり中国を実際に領導する「軍事委員会組織大綱」方式により、武漢国民政府の統治組織に修正が行なわれた。
1938年11月中旬、中国軍が臨時首都武漢で組織した武漢防衛戦（中国側では「武漢保衛戦」といい、日本側では武漢作戦という）で敗れ、加えて華南の戦場の重要拠点広州もまた極めて危険となり、ここに至って中華民国政府は重慶に再度遷都することとなった。この戦略の変更が度重なり、兵士の損耗が多くなったため、戦区は同年年末から翌年初めに大幅に変更された。戦区の変更と同様に、日中戦争第1期の第2及び第3段階も正式に終わり、中国の情勢もまた重慶を根拠地とする日中戦争の第2期に入った。
1939年から1943年、戦争の形態と趨勢は固定し、戦区は小規模な変更を除いて、大きな変化はなかった。1944年中国陸軍総司令部が成立し、これにより再度戦区に変更があった。中国国内の戦区全体のほかビルマ（現ミャンマー）及びベトナムで、さらに第1、第2及び第3方面軍が増加した。1945年の日中戦争末期に、反攻及び9月の勝利後の降伏受諾準備のため、戦区は拡充されて12個戦区となり方面軍が設置された。触れておかなければならないことは、日本軍の投降接受及び捕虜送還を主目的として最後の戦区分画が行なわれたのであるが、ソ連赤軍の東北等への進出の影響を受け、受降区あるいは戦区は長城以北には設置されなかったのである。

## 沿革
「戦区」の編成は国民政府軍事委員会がもともと抗日軍事作戦のために配置したもので、抗戦直前には5個戦区が設置され、1945年には12個戦区に増加した。いくつかの戦区を各地の国民政府軍事委員会委員長行営（行営）の管轄下に置いて作戦指導を受けさせることもあった。
日中戦争の時期に、国民政府は国民政府軍事委員会を最高統帥部とし、蔣介石が陸海空軍の大元帥となり、全中国の陸、海、空軍の統一指揮をとった。行政院に所属する軍政部、海軍部は軍事委員会の兼管に属した。
1945年後半には、各戦区は次々に廃止されるか改編された。

1937年8月20日、国民政府軍事委員会は戦区及び戦闘序列を公布し、5個戦区が成立した。
- 第1戦区　河北省及び魯北（山東省北部）地区
  - 司令長官　蔣介石（兼務）
    - 第1集団軍、第2集団軍、第14集団軍
- 第2戦区　晋察綏地区
  - 司令長官　閻錫山
    - 第6集団軍、第7集団軍、第18集団軍（八路軍）
- 第3戦区　京滬杭地区（江蘇省及び浙江省）
  - 司令長官　馮玉祥（後に蔣介石兼任となる）
    - 第8集団軍、第9集団軍、第10集団軍、第15集団軍、第19集団軍
- 第4戦区　閩粤地区
  - 司令長官　何応欽
    - 第4集団軍、第12集団軍
- 第5戦区　魯南（山東省南部）及び蘇北（江蘇省北部）
  - 司令長官　蔣介石（兼任）（後に李宗仁）
    - 第3集団軍、第5集団軍

- 別に西南各省の部隊を第1から第4の4個予備軍に編成し、随時の派遣指示に備えさせた。

- 1937年9月17日、軍事委員会は京滬線北区間を第6戦区とし、馮玉祥を司令長官とした。
- 1937年10月26日、第7戦区を増設し、劉湘を司令長官として、第8集団軍、第15集団軍、第23集団軍を隷下とし、長江下流沿岸の防備とした。

1938年2月、軍事委員会は再度抗日戦争戦区を新しく分画した。
- 第1戦区、司令長官程潜、平漢路（京広線北区間）作戦域
- 第2戦区、司令長官閻錫山、山西省作戦域
- 第3戦区、司令長官顧祝同、蘇浙作戦域
- 第4戦区、司令長官何応欽、粤桂作戦域
- 第5戦区、司令長官李宗仁、津浦線（京滬線の天津-浦口区間）作戦域

- 第6戦区、第7戦区は廃止され、第8戦区が司令長官を蔣介石（兼務）、守備地区を甘寧青として増設された。

- 1938年6月14日、第9戦区を陳誠を司令長官とし、武漢防衛戦を組織した。

1938年11月軍令部は南岳に軍事会議を召集した。会議で広州、重慶、西安の各行営を廃止し、軍事委員会直属の戦地党政委員会を増設し、戦局の変化に対応して戦区の調整を進めた。
- 第1戦区、管轄区域河南省及び安徽省の一部、司令長官衛立煌、（1947年3月西安綏靖公署に改編）
- 第2戦区、管轄区域山西省及び陝西省の一部、司令長官閻錫山、（1948年太原綏靖公署に改製）
- 第3戦区、管轄区域江蘇省南部、安徽省南部、浙江省及び福建省、司令長官顧祝同
- 第4戦区、管轄区域広東、広西両省、司令長官張発奎
- 第5戦区、管轄区域安徽省西部、湖北省北部、河南省、司令長官李宗仁
- 第8戦区、管轄区域寧夏省、青海省及び綏遠省の一部、司令長官朱紹良、（西北軍政長官公署（中国語版）に改製）
- 第9戦区、管轄区域湖北省南部、湖南江西両省、司令長官陳誠（薛岳が代理）
- 第10戦区（中国語版）、管轄区域陝西省、司令長官蔣鼎文

- 蘇魯戦区（中国語版）、冀察戦区（中国語版）の両遊撃戦区が別に設置され、それぞれ于学忠、鹿鍾麟が総司令となった。

南北の戦区の距離が数千里にもなり、統一指揮が難しいため、1938年12月に軍事委員会は桂林行営、天水行営を設立し、西南、西北の各戦区の作戦指揮を分任した。
- 桂林行営　第3、第4、第9の各戦区を統轄
- 天水行営　第1、第2、第5、第8、第10の各戦区及び魯蘇戦区、冀察戦区を統轄
- 1939年2月、重慶行営を廃止し、成都及び西昌にそれぞれ成都行轅（中国語版）と西昌行轅を設立した。
- 10月、第6戦区を復活設置し、陳誠を司令長官とした。
- 12月、昆明行営を増設。
- 1940年4月、桂林行営、天水行営を廃止。
- 5月15日、第10戦区を廃止。

1945年1月、軍事委員会は再度戦区及び戦闘序列の調整をし、第4戦区、魯蘇戦区を廃止し、第10戦区（1945年10月に衢州綏靖公署に改正され、1949年1月18日には福州綏靖公署に改正された）を復活設置し、漢中行営（すぐ後に華北剿匪総司令部となった）、贛州行轅を増設した。
日中戦争（抗日戦争）勝利前後に、重慶国民政府は軍事上の一連の緊急措置をとった。その主要なものは日本軍占領地区の接収を中国共産党と対抗するための準備であった。
- 1945年6月26日、第11戦区（中国語版）（後に保定綏靖公署）、第12戦区（中国語版）（後に張垣綏靖公署）を増設し、それぞれ孫連仲、傅作義を司令長官とし、華北の接収準備とした。
- 8月15日、日本は無条件降伏した。9月9日、蔣介石は中国駐屯日本軍128万余人の投降を接収するため戦区の中国国民党所属部隊を15個受降区に分割した。その中で、第11戦区は平津及び冀魯の接収に、第12戦区は熱河、綏遠及び察哈爾の接収にあたった。軍事委員会は1945年9月に北平行営（後に華北剿匪総司令部）、東北行営（後に東北剿匪総司令部）を設立した。10月には、昆明行営を廃止した。12月には、武漢行営（後に華中剿匪総司令部）を設置した。1946年3月には、西北行営（後に西北軍政長官公署（中国語版））を設立した。4月には、成都行轅を廃止し、重慶行営に改め設置した。

## 戦区列表
| 戦区     | 所轄地区 (1937年8月末) | 司令長官 (1937年8月末) | 所轄地区 (1938年初)         | 司令長官 (1938年初) | 所轄地区 (1945年2月) | 司令長官 (1945年2月) |
| -------- | ---------------------- | ---------------------- | --------------------------- | ------------------- | -------------------- | -------------------- |
| 第1戦区  | 河北北部、山東北部     | 蔣介石 (9月程潜に)     | 河南、安徽北部              | 衛立煌              | 陝西南部             | 胡宗南               |
| 第2戦区  | 山西、察哈爾、綏遠     | 閻錫山                 | 山西、陝西北部              | 閻錫山              |                      | 閻錫山               |
| 第3戦区  | 江蘇、浙江             | 馮玉祥 (後に蔣介石兼)  | 浙江、福建、 江蘇及安徽南部 | 顧祝同              |                      | 顧祝同               |
| 第4戦区  | 広東、福建             | 何応欽                 | 広東、広西                  | 何応欽              | --                   | --                   |
| 第5戦区  | 山東南部、江蘇北部     | 蔣介石 (後に李宗仁)    | 安徽、湖北北部 及河南南部   | 李宗仁              |                      | 劉峙                 |
| 第6戦区  |                        |                        |                             |                     | 湖北西部             | 孫連仲               |
| 第7戦区  |                        |                        |                             |                     | 広東                 | 余漢謀               |
| 第8戦区  |                        |                        | 綏遠、寧夏、 甘粛、青海     | 蔣介石（兼）        |                      | 朱紹良               |
| 第9戦区  |                        |                        | 湖北南部、湖南、 江西       | 陳誠 (薛岳代理)     |                      | 薛岳                 |
| 第10戦区 |                        |                        | 陝西                        | 蔣鼎文              | 安徽                 | 李品仙               |
| 第11戦区 |                        |                        |                             |                     | 北平、天津、華北     | 孫連仲               |
| 第12戦区 |                        |                        |                             |                     |                      | 傅作義               |